# 羅蘭 (阿肯色州)
羅蘭（英語：Roland）是位於美國阿肯色州普拉斯基縣的一個人口普查指定地區。

## 地理
羅蘭的座標為34°54′02″N 92°29′54″W / 34.90056°N 92.49833°W，而該地最高點為海拔高度86米（即282英尺）。

## 人口
根據2020年美國人口普查的數據，羅蘭的面積為23.13平方千米，當中陸地面積為20.90平方千米，而水域面積為2.23平方千米。當地共有人口820人，而人口密度為每平方千米35人。